# 타보르파
타보르파(체코어: Táborité)는 체코슬로바키아의 종교개혁시기 얀 후스를 추종하던 후스파의 급진 파벌로 로마 가톨릭교회에서는 이단시되었다. 15세기 후스 전쟁 당시 보헤미아의 타보르가 본거지였던 데서 이름이 유래했다. 타보르파 외에도 보헤미아 지역에서의 종교 개혁의 흐름으로는 아담파, 오레브파, 양형영성체파, 고아파 등이 있었다.

## 개요
타보르의 금광이 타보르파의 돈줄이었으며, 여기 가담한 시민들과 주변 농민들은 공동체 사회를 형성했다. 타보르파는 그리스도의 새천년이 도래했으며 종도 주인도 없는 세상이 올 것이라고 약속했다.
타보르파는 중세 로마 가톨릭교회에서 파생된 분파들 중 가장 급진적인 종파로 손꼽힌다. 그들은 소위 교회의 부패의 허례라고 판단되는 것들을 거부하였으며 성경의 권위에 대한 규범을 고수했다. 타보르파 신학자들은 스콜라 철학에 정통했으나, 이들은 중세 지식인들 중 스콜라의 오래된 관념을 처음 깨부순 사람들이었다.
후스 전쟁 당시 뛰어난 군사지도자 얀 지슈카와 프로코프 홀리가 타보르파 군대를 이끌며 지기스문트 황제가 이끄는 신성로마제국의 십자군을 여러 차례 격파했다. 그러나 오랜 전쟁으로 후스파는 내분에 빠졌고, 1434년 5월 30일 벌어진 리파니 전투에서 타보르파와 고아파의 연합군은 양형영성체파와 로마 가톨릭교회 연합군에게 패배하였다. 타보르파의 잔당들은 뿔뿔이 흩어졌으나 일부는 끝까지 저항했으며 마지막 타보르파는 1452년 이르지 스 포데브라트에게 토벌당했다.
이후 타보르파는 정치적 주체로서는 그 힘을 잃었으나 그 신학적 사상은 1457년 보헤미아 형제단이 탄생하는 데 큰 영향을 미쳤고, 이들은 오늘날의 모라비아 형제회까지 이어지고 있다.

## 엥겔스의 주장
칼 마르크스와 함께 공산주의 이론을 창시한 프리드리히 엥겔스는 후스주의 종교개혁의 급진파였던 타보르파에 공산주의의 원형이 있다고 보았다.
엥겔스는 《원시기독교 역사에 관하여》라는 책에서 이렇게 말했다.
"이 반란은 중세의 모든 대중운동이 그렇듯 필연적으로 종교의 가면을 쓰고서 원시기독교를 심각한 타락으로부터 바로잡는 운동으로 나타났다. 그러나 보통 종교적 열광의 그늘에는 강고한 세속적 이해가 감추어져 있다. 그것은 얀 지슈카를 빛나는 선구자로 삼은 보헤미아의 타보르당의 조직에서 가장 큰 규모로 나타났다. 이 경향은 중세 내내 지속되었으나 독일 농민전쟁 이후에 서서히 쇠퇴했다가 1830년 이후 노동자 공산주의자들 사이에서 다시 부활하기에 이른다."

## 같이 보기
- 유럽 종교전쟁